# Heiligenstatt (Tüßling)
Heiligenstatt ist ein Gemeindeteil des Marktes Tüßling im oberbayerischen Landkreis Altötting.

## Lage
Das Kirchdorf Heiligenstatt liegt in der Gemarkung Tüßling, schließt an das nordöstliche Tüßling an und grenzt seinerseits im Norden an Teising.

## Geschichte der Wallfahrt
Eine Legende berichtet von einer Frau aus Teising, die in der Pfarrkirche St. Rupert in Burgkirchen am Wald eine Hostie stahl, um sie jüdischen Händlern zu verkaufen. Doch auf der Osterwiese fiel die Hostie zu Boden, und es erschien ein Engel. Die Hostie wurde zwar dreimal zur Kirche zurückgetragen, doch sie kehrte jedes Mal zur Osterwiese zurück. Am 20. April 1373 weihte der Lavanter Bischof Heinrich Krapff „führnehmlich zu Ehren des allerheiligsten Fronleichnam unseres Herrn“ hier eine Kapelle. 1379 stiftete Seyfried von Toerring das „Beneficium corporis christi“, und bis heute ist die Kirche Grablegungsstätte der Besitzer von Schloss Tüßling. Seit 1383 ist die Heiligenstätter Dult verbürgt, mit der das Patrozinium an Fronleichnam mehrere Wochen gefeiert wurde. Später wurde außer der Hostie auch ein Kreuz verehrt, das im Ruf stand, die echten Haare der Christusfigur wüchsen von selbst nach. Dieses Kreuz steht heute im Altarraum.

## Wallfahrtskirche

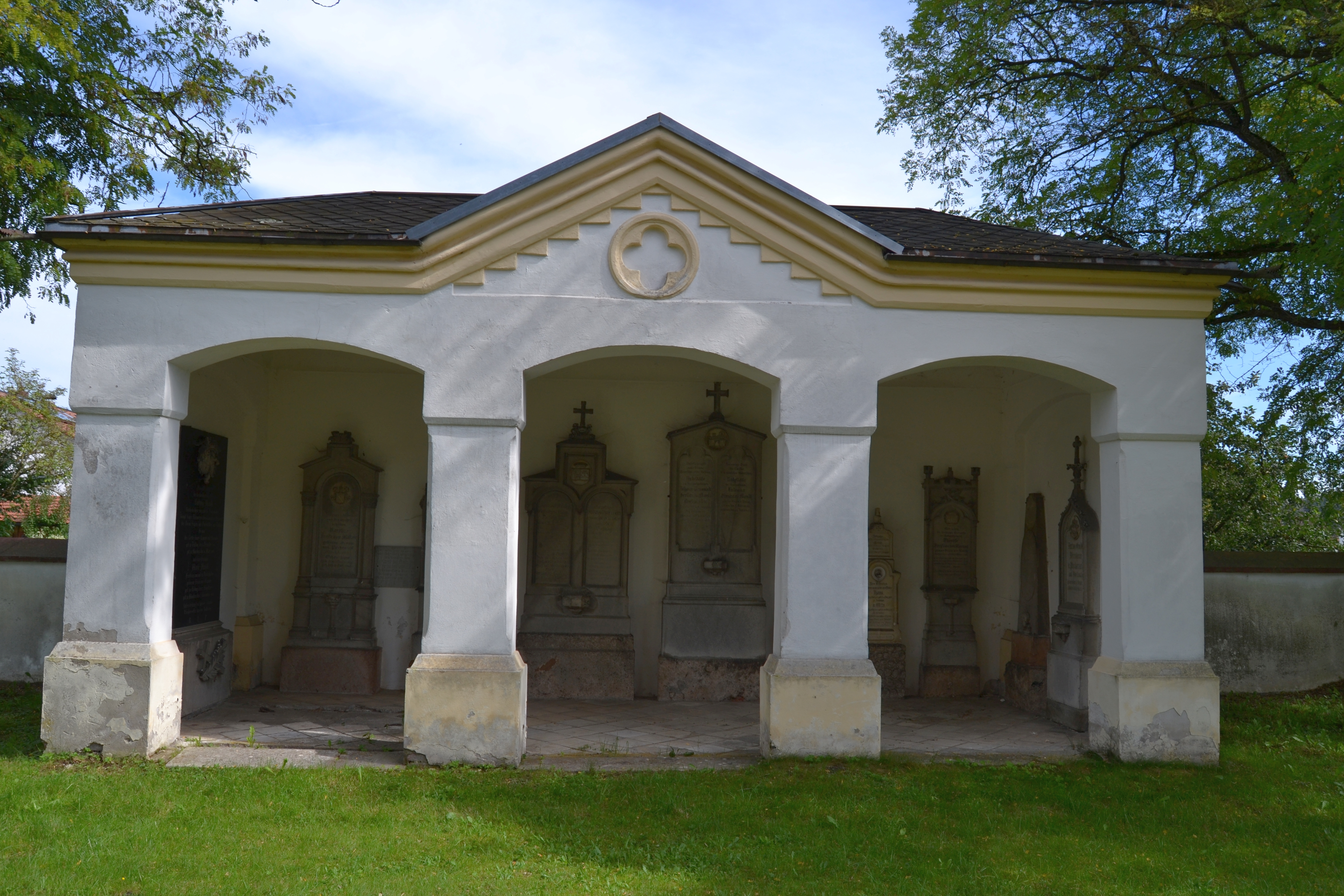
Grufthalle der Tüßlinger Schlossbesitzer auf dem Kirchhof.

Schon vor 1451 wurde wegen des großen Pilgerzulaufs die Kapelle vergrößert. Der damalige achteckige Spitzturm wurde 1536 angehoben. 1629 folgten weitere bauliche Veränderungen, darunter die Errichtung des Gewölbes, der heutige Kuppelturm entstand 1702. Das Objekt wurde  mit der Objektnummer D-1-71-133-22 in die Denkmalliste des Landkreises Altötting aufgenommen.
1734 erfolgte ein Umbau im Stil des Rokoko. Baumeister war Sebastian Hollmayer aus Teising, die Stuckierung schuf Georg Praun, ein Mitglied der Wessobrunner Schule. Die drei Deckengemälde malte Nikolaus Miller aus Kraiburg. Das Gemälde über dem Chor zeigt die Heilige Eucharistie, die beiden Bilder über dem Langhaus die Entstehungsgeschichte der Wallfahrt. 
Die Kirche besitzt einen großen Reliquienschatz, darunter eine etwa 70 cm hohe, aus Gold und Silber gefertigte Monstranz von 1721, mit der Fußreliquie eines „unschuldigen Kindes“. Seit der Renovierung von 2004 sind die eindrucksvollsten Stücke in gesicherten Vitrinen auf den Seitenaltären zu sehen. Das Grabmal des Karl Freiherr Michel von Tüßling befindet sich am Langhaus der Kirche.
Heute wird der Tag der unschuldigen Kinder am 28. Dezember als Patrozinium gefeiert. Der Verein Freunde der Wallfahrt Heiligenstatt bemüht sich um die Wiederbelebung der Wallfahrt. Von Altötting führt ein Kreuzweg mit 14 Stationen nach Heiligenstatt.

## Sonstiges
In Heiligenstatt befindet sich ferner die Heimvolksschule für Mädchen der Englischen Fräulein, eine katholische Schule in freier Trägerschaft. Die Volksschule mit den Klassen 3 bis 6 ist staatlich anerkannt. Das Kloster der Maria-Ward-Schwestern wurde 2008 wegen Nachwuchsmangel aufgelöst. Heiligenstatt besitzt einen eigenen Haltepunkt an der Bahnstrecke Tüßling–Burghausen, der 1988 geschlossen und am 9. Dezember 2005 wiedereröffnet wurde.